# Запис Милошевића орах (Доње Видово)
Запис Милошевића орах (Доње Видово) се налази на парцели чији је власник Милошевић Миодраг.

## Локација
| Општина             | Параћин                                                                     |
| Катастарска општина | Доње Видово                                                                 |
| Потес               | Село                                                                        |
| Координате          | 43° 48′ 03″ С; 21° 21′ 37″ И / 43.800899999999999° С; 21.360299999999999° И |
| Надморска висина    | 125m                                                                        |

## Карактеристике
Дендрометријске вредности утврђене на терену и сателитским снимцима:
| Стабло                     | Орах |
| Висина стабла              | m    |
| Обим дебла                 | m    |
| Пречник крошње             | 14m  |
| Пречник дебла              | m    |
| Висина дебла до прве гране | m    |

## База записа
Запис је у оквиру Викимедија пројекта "Запис - Свето дрво" заведен под редним бројем 0520.